# دوري كرة القدم المالطي الدرجة الثانية 2007–08
دوري كرة القدم المالطي الدرجة الثانية 2007–08 (بالإنجليزية: 2007–08 Maltese Second Division)‏ هو موسم من دوري كرة القدم المالطي الدرجة الثانية ‏. فاز فيه نادي سان غوان ‏.